# Italo Stefanini
Italo Stefanini (Parma, 16 de julho de 1852 – São Paulo, 1 de outubro de 1938) foi um político italiano, naturalizado brasileiro. Foi vereador e intendente (prefeito) de São Bernardo.

## Biografia
Imigrante italiano, chegou ao Brasil em 1874 e logo tornou-se proprietário de fábrica de charutos em São Bernardo. Participou, também, da fundação da Sociedade de Mútuo Socorro de São Bernardo, em 19/06/1898, da qual foi o primeiro presidente.
Foi vereador na Câmara Municipal no triênio 1899-1901, exercendo o cargo de intendente neste período.